# Joachim Herrmann (homme politique, 1928)
Joachim Herrmann, né le 29 octobre 1928 à Berlin et mort le 30 juillet 1992 dans la même ville, est un homme politique est-allemand, rédacteur en chef du journal Neues Deutschland et membre du Politburo du Comité central du Parti socialiste unifié d'Allemagne (SED).

## Biographie
Il est membre du Deutsches Jungvolk de 1938 à 1945, puis est enrôlé dans l'armée de l'air vers la fin de la Seconde Guerre mondiale. Jusqu'en 1949, il travaille pour la Berliner Zeitung et pour Start. En 1948, il rejoint le SED. De 1949 à 1952, il est rédacteur en chef adjoint et de 1954 à 1960 rédacteur en chef de Junge Welt, publication officielle de la FDJ. De 1952 à 1961, il est membre du conseil central de la FDJ.

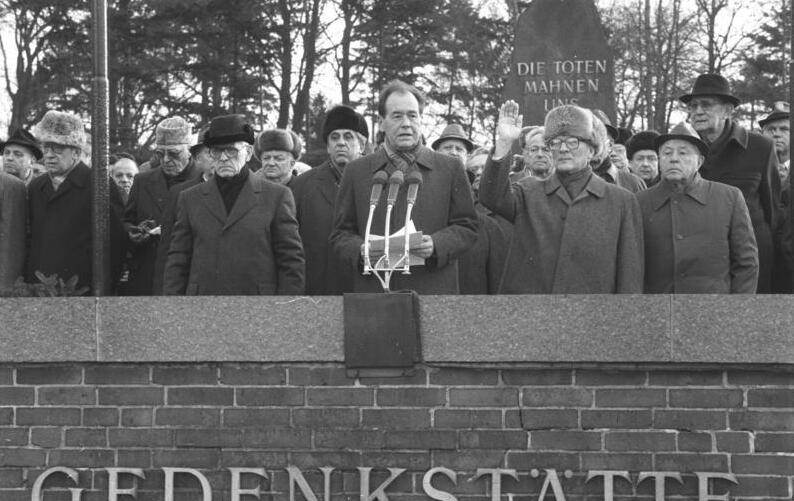
De gauche à droite : Willi Stoph, Egon Krenz, Joachim Herrmann (intervenants), Erich Honecker et Erich Mielke le 15 janvier 1989 à la commémoration du 70e anniversaire du meurtre de Karl Liebknecht et Rosa Luxemburg à Berlin-Friedrichsfelde.

De 1960 à 1962, il est chef de département adjoint au Comité central du SED, de 1962 à 1965 rédacteur en chef du Berliner Zeitung, jusqu'en 1971 secrétaire d'État aux questions ouest-allemandes, et jusqu'en 1978 rédacteur en chef de l'organe central du SED Neues Deutschland.
Il devient membre du Comité central du SED en 1971, et membre du Politburo du Comité central du SED en 1978, où il est chargé des médias, des « partis amis » et du Front national depuis 1979. De 1978 à 1989, il est secrétaire du Comité central du SED, responsable de la propagande. Ses services contrôlent les médias est-allemands en leur distribuant leurs instructions, et sont en grande partie responsables de leur traitement  irréaliste de l'information.
Le 10 novembre 1989, à la suite de l'effondrement de la RDA, il est exclu du Comité central du SED.
Le 20 janvier 1990, il est également exclu du parti (devenu après le SED-PDS).

## Décorations
- Bannière du Travail en 1968[1]
- Ordre du Mérite patriotique de la RDA en or[2] en 1970
- Ordre de Karl-Marx en 1978 et 1988.